# إل جي فايوتي
إل جي فايوتي (بالإنجليزية: LG Viewty)‏ هو هاتف محمول من إل جي أليكترونيكس، تم طرحه في الأسواق في 2007.

## الخصائص
- الكاميرا الأمامية: VGA
- الكاميرا الخلفية: 5 ميجابكسل
- الشاشة: شاشة لمس إل سي دي
- الوزن: 112 غرام
- الذاكرة: 100 ميجابايت